# Sarcocephalus
Genre
Classification phylogénétique
Le genre Sarcocephalus regroupe deux espèces d'arbres de la famille des Rubiaceae originaires d'Afrique tropicale.

## Espèces
- Sarcocephalus latifolius (Sm.) E.A.Bruce,  le pêcher africain, anciennement connu sous le nom de Nauclea latifolia,
- Sarcocephalus pobeguinii Hua ex Pobég.

Sarcocephalus latifolius donne des fruits comestibles appelés « pêche de Guinée » ou « de Sierra Leone ». Cet arbuste de la famille des Rubiacées, très répandu en Afrique sub-saharienne, est connu comme une plante médicinale, utilisée depuis une centaine d'années en médecine traditionnelle dans des maladies telles que l'épilepsie ou le paludisme mais également pour lutter contre la fièvre, la douleur ou encore les infections. 
La découverte dans un de ces arbustes de tramadol, une forme simplifiée de la morphine, a fait croire que la plante produisait de façon naturelle ce médicament de synthèse. Une étude plus poussée a montré que le tramadol provenait en réalité du sol souillé par les excréments du bétail à qui il avait été administré.

## Liste d'espèces
Selon Catalogue of Life (1 oct. 2013) :
- Sarcocephalus latifolius
- Sarcocephalus pobeguinii

Selon World Checklist of Selected Plant Families (WCSP) (1 oct. 2013) :
- Sarcocephalus latifolius (Sm.) E.A.Bruce (1947)
- Sarcocephalus pobeguinii Hua ex Pobég. (1906)

Selon Tropicos (1 oct. 2013) :
- Sarcocephalus bartlirgii Miq.
- Sarcocephalus buruensis Miq.
- Sarcocephalus coadunatus (Roxb. ex Sm.) Druce
- Sarcocephalus cordatus (Roxb.) Miq.
- Sarcocephalus dasyphyllus Miq.
- Sarcocephalus esculentus Afzel. ex Sabine
- Sarcocephalus glaberrimus (Bartl. ex DC.) Miq.
- Sarcocephalus hirsutus Havil.
- Sarcocephalus horsfieldii Miq.
- Sarcocephalus junghuhnii Miq.
- Sarcocephalus leichhardtii F. Muell.
- Sarcocephalus maingayi (Hook. f.) Havil.
- Sarcocephalus missionis (Wall. ex G. Don) Havil.
- Sarcocephalus mitragynus Miq.
- Sarcocephalus orientalis (L.) Merr.
- Sarcocephalus ovatus Elmer
- Sarcocephalus pacificus Reinecke
- Sarcocephalus papagola Domin
- Sarcocephalus parvus Havil.
- Sarcocephalus pobeguinii Hua ex Pobég.
- Sarcocephalus pubescens Valeton
- Sarcocephalus ramosus Lauterb.
- Sarcocephalus subditus (Korth.) Miq.
- Sarcocephalus tenuiflorus Havil.
- Sarcocephalus undulatus (Roxb.) Miq.
- Sarcocephalus xanthoxylon A. Chev.